# American Music Awards 2014
Předávání cen American Music Awards 2014 se konalo 23. listopadu 2014 v Nokia divadle v Los Angeles v Kalifornii.Ceremoniál byl vysílán stanicí ABC a moderoval ho Pitbull.

## Vystoupení

### Před-show
- Becky G – "Can't Stop Dancin'"
- Lemonade – "Big Weekend"
- Ella Henderson – "Ghost"
- Katy Tiz – "The Big Bang"
- Mary Lambert – "Secrets"
- R5 – "Smile"

### Hlavní show
- Taylor Swit – "Blank Space"
- Charlie XCX – "Boom Clap"/"Break the Rules"
- Wyclef Jean a Magic! – "Rude"
- 5 Seconds of Summer – "What I Like About You"
- Imagine Dragons – "I Bet My Life"
- Sam Smith a A$AP Rocky – "I'm Not the Only One"
- Iggy Azalea a Charlie XCX – "Fancy"/"Beg for it"
- Lorde – "Yellow Flicker Beat"
- Ariana Grande a The Weeknd – "Problem"/"Break Free"/"Love Me Harder"
- Pitbull a Ne-Yo – "Don't Stop the Party"/"Fireball"/"Time of Our Lives"
- Selena Gomez – "The Heart Wants What It Wants"
- One Direction – -"Night Changes"
- Lil Wayne a Christina Milian – "Start a Fire"
- Fergie a YG – "L.A. Love (La La)"
- Garth Brooks – "People Loving People" (z koncertu v Greensboro, Severní Karolína)
- Mary J. Blige – "Therapy"
- Jessie J, Ariana Grande a Nicki Minaj – "Bang Bang"
- Jennifer Lopez a Iggy Azalea – "Booty"

## Účinkující
- Dianna Ross
- Tracy Ellis Ross
- Patrick Dempsey
- Ansel Elgort
- Rita Ora
- Matthew Morrison
- Jamie Foxx
- Annalise Estelle Foxx
- Becky G
- Gavin DeGraw
- Kendall Jenner
- Kylie Jennerová
- Khloe Kardashian
- Luke Bryan
- Uzo Aduba
- Taylor Schilling
- Elizabeth Banks
- Aloe Blacc
- Meghan Trainor
- Julianne Hough
- Jessie J
- Heidi Klum
- Olivia Munn
- Kira Kazantsev
- Emmy Rossum
- Pentatonix
- T.I.
- Donnie Wahlberg
- Jenny McCarthy

## Vítězové a nominovaní

### Umělec roku
- Iggy Azalea
- Beyoncé
- Luke Bryan
- One Direction
- Katy Perry

### Objev roku
- 5 Seconds of Summer
- Iggy Azalea
- Bastille
- Sam Smith
- Meghan Trainor

### Nejoblíbenější pop/rockový zpěvák
- Sam Smith
- John Legend
- Pharrell Williams

### Nejoblíbenější pop/rocková zpěvačka
- Iggy Azalea
- Lorde
- Katy Perry

### Nejoblíbenější pop/rocková kapela/duo/skupina
- Imagine Dragons
- One Direction
- OneRepublic

### Nejoblíbenější pop/rockové album
- Pure Heroine – Lorde
- Midnight Memories – One Direction
- Prism – Katy Perry

### Nejoblíbenější country zpěvák
- Jason Aldean
- Luke Bryan
- Blake Shelton

### Nejoblíbenější country zpěvačka
- Miranda Lambert
- Kacey Musgraves
- Carrie Underwood

### Nejoblíbenější country skupina
- Eli Young Band
- Florida Georgia Line
- Lady Antebellum

### Nejoblíbenější country album
- Blame It All on My Roots: Five Decades of Influences – Garth Brooks
- The Outsiders – Eric Church
- Just as I Am – Brantley Gilbert

### Nejoblíbenější rap/hip-hopový umělec
- Iggy Azalea
- Drake
- Eminem

### Nejoblíbenější rap/hip-hopové album
- The New Classic – Iggy Azalea
- Nothing Was the Same – Drake
- The Marshall Mathers LP 2 – Eminem

### Nejoblíbenější soul/r&b zpěvák
- John Legend
- Pharrell Williams
- Chris Brown

### Nejoblíbenější soul/r&b zpěvačka
- Beyoncé
- Mary J. Blige
- Jhene Aiko

### Nejoblíbenější soul/r&b album
- Beyoncé – Beyoncé
- G I R L –Pharrell Williams
- Love in the Future – John Legend

### Nejoblíbenější umělec - alternativní rock
- Bastille
- Imagine Dragons
- Lorde

### Nejoblíbenější umělec - adult contemporary
- Sara Bareilles
- OneRepublic
- Katy Perry

### Nejoblíbenější umělec - současná křesťanská hudba
- Casting Crowns
- Hillsong United
- Newsboys

### Nejoblíbenější umělec - latino
- Marc Anthony
- Enrique Iglesias
- Romeo Santos

### Nejoblíbenější umělec - elektronická hudba
- Avicii
- Calvin Harris
- Zedd

### Píseň roku
- "Dark Horse" – Katy Perry feat. Juicy J
- "Happy" – Pharrell Williams
- "All of Me" – John Legend
- "Rude" – Magic!
- "Fancy" – Iggy Azalea feat.Charli XCX

### Soundtrack roku
- Ledové království
- Hvězdy nám nepřály
- Strážci Galaxie

### Mezinárodní písnička
- "Little Apple" – Chopstick Brothers

### Mezinárodní umělec
- Jason Zhang

### Dick Clark Award for Excellence
- Taylor Swift